# Savannah Marshall
Savannah Rose Dee Marshall est une boxeuse britannique née le 19 mai 1991 à Hartlepool.

## Carrière

### Amateur
Sa carrière amateur est marquée par une médaille d'argent en poids welters à Bridgetown en 2010 et une médaille de bronze aux championnats d'Europe de Rotterdam en 2011 en poids moyens. Lors des championnats du monde de boxe amateur femmes 2012, à Qinhuangdao, elle devient la première boxeur britannique à être sacrée championne du monde en remportant le tournoi des poids moyens.
Sélectionnée pour Jeux olympiques de 2012 organisés à Londres, la jeune boxeuse s'incline d'entrée à domicile dès les quarts de finale et manque de devenir la première boxeuse britannique médaillée olympique.

### Professionnelle
En octobre 2020, Savannah Marshall domine Hannah Rankin dans le combat pour la ceinture WBO des poids moyens en l'arrêtant dans la septième reprise,.
Le 15 octobre 2022, Marshall retrouve Claressa Shields sur un ring, dix ans après avoir infligé sa seule défaite chez les amateurs à la future double championne olympique américaine. Dominée par Shields, la boxeur britannique s'incline aux points sur décision unanime au terme des dix rounds.

## Palmarès

### Championnats du monde de boxe amateur
- Médaille d'or en -75 kg, en 2012, à Qinhuangdao, en Chine
- Médaille d'argent en -69 kg, en 2010, à Bridgetown, en Barbade

### Championnats d'Europe de boxe amateur
- Médaille de bronze en -75 kg, en 2011, à Rotterdam, en Pays-Bas

## Référence
1. ↑  (en) Press Association, « Savannah Marshall wins Britain's first ever women's boxing world title » , The Guardian, 19 mai 2012 (consulté le 15 octobre 2022).
2. ↑  (en) Anna Kessel, « Savannah Marshall » , The Guardian, 16 décembre 2010 (consulté le 15 octobre 2022).
3. ↑  (en) Luke Reddy, « Savannah Marshall beats Hannah Rankin to win women's WBO middleweight title », BBC Sport, 31 octobre 2020 (consulté le 15 octobre 2022).
4. ↑  (en) Wally Downes Jr, « Savannah Marshall crowned Britain’s newest world champ after sensational KO stoppage of Hannah Rankin to win WBO belt », The Sun, 31 octobre 2020 (consulté le 15 octobre 2022).
5. ↑  (en) Coral Barry, « Claressa Shields v Savannah Marshall: Origins of a 10-year feud unlikely to end on Saturday night », BBC Sport, 15 octobre 2022 (consulté le 15 octobre 2022).
6. ↑  A.Bo, « Bpxe: Après un combat de feu face à Marshall, Claressa Shields fait la razzia de ceintures mondiales », RMC Sport, 16 octobre 2022 (consulté le 16 octobre 2022).